# 케빈 만티야
케빈 만티야(스페인어: Kevin Andrés Mantilla Camargo, 2003년 5월 22일~)는 콜롬비아의 축구 선수로, 타예레스와 콜롬비아 연령별 대표팀에서 수비수로 활동하고 있다.